# Greater Taipeh

Die Region Greater Taipeh

Greater Taipeh (Chinesisch: 大臺北地區; Pinyin: Dà Táiběi Dìqū) ist die größte Metropolregion Taiwans. Es besteht aus 3 Verwaltungsabteilungen: Taipeh, Neu-Taipei und Keelung. Die Region umfasst eine Fläche von 2.457,13 Quadratkilometern und eine Bevölkerung von 7.034.084 (Stand 2019). Sie ist die bevölkerungsreichste und am dichtesten besiedelte Metropolregion Taiwans. Ein Drittel der Taiwaner lebt und arbeitet hier.
Die Region ist das Zentrum für Kultur, Wirtschaft, Bildung und Regierung Taiwans. Die als Weltstadt ausgewiesene Region hat erhebliche Auswirkungen auf Handel, Finanzen, Medien, Kunst, Mode, Forschung, Technologie, Bildung und Unterhaltung auf lokaler und internationaler Ebene. Es ist die Heimat aller Konsulate und Botschaften in Taiwan und damit ein wichtiges Zentrum für internationale Diplomatie im Land. Aufgrund seiner Wirtschaftskraft ist die Region das wichtigste Finanz- und Handelszentrum des Landes und eines der wichtigsten Drehkreuze in Ostasien. Taipeh gilt als Weltstadt und wird von GaWC als Alpha-Stadt eingestuft. Taipeh ist Teil eines großen High-Tech-Industriegebiets.
Eisenbahnen, Autobahnen, Flughäfen und Buslinien verbinden Taipeh mit allen Teilen der Insel. Die Metropolregion wird von zwei Flughäfen angeflogen – Flughafen Taipeh-Songshan und Flughafen Taiwan Taoyuan.

## Definition
| Abteilungsname | Einwohner (31. Januar 2019) | Bereich (km²) | Dichte (per km²) |
| -------------- | --------------------------- | ------------- | ---------------- |
| Taipeh         | 2.666.908                   | 271,80        | 9.812,0          |
| Neu-Taipeh     | 3.997.189                   | 2.052,57      | 1.947,4          |
| Keelung City   | 369.987                     | 132,76        | 2.786,9          |
| Greater Taipeh | 7.034.084                   | 2.457,13      | 2.862,7          |

## Geographie
Aufgrund der geografischen Merkmale des Gebiets entspricht die Metropolregion Greater Taipeh in etwa den Gebieten innerhalb des Taipeh-Beckens. Die Stadt Taipeh ist der Kern der Metropolregion, in der sich die taiwanesische Regierung und die wichtigsten Geschäftsviertel befinden.

## BIP
2014 betrug das Pro-Kopf-BIP (PPP) der Metropolregion Greater Taipeh 46.102 USD.